# Église Mikael Agricola
L’Église Mikael Agricola est située rue Tehtaankatu dans le parc Tehtaanpuisto du quartier de Punavuori à Helsinki en Finlande.

## Description
Elle est construite de  1933 à 1935 dans un style fonctionnaliste sur les plans de l’architecte Lars Sonck.
L’église est inaugurée le 14 avril 1935 et nommée en l'honneur de Mikael Agricola.
La tour de l’église mesure 97 mètres de haut et son sommet est à 103 mètres au-dessus du niveau de la mer. La pointe de la tour longue de 30 mètres peut en cas de besoin être rétractée à l’intérieur de la tour. Ainsi fut fait durant la Guerre d’Hiver et la  Guerre de continuation, afin que l’église ne serve pas de repère terrestre pour l’ennemi.
L’église offre 850 places assises. Elle est connue pour ses Messes de Saint-Thomas (Tuomasmessu).